# Florent Dumontet de Cardaillac
Le bienheureux Florent Dumontet de Cardaillac est un prêtre catholique français né le 8 février 1749 à Saint-Méard et mort le 5 septembre 1794 sur les pontons de Rochefort.

## Biographie
Florent du Montet de Malussin de Cardaillac est né le 8 février 1749 à Saint-Méard. Il est le fils de Louis Alphonse Montet de Malussen de La Molhière, baron du Mazet, seigneur de Janailhac, des Bordes, de Sarrazac et de La Barrière, marquis de Cardailhac, lieutenant de nos maréchaux de France et gouvernement du Limousin et Guyenne, chevalier de l'ordre de Saint-Louis, et de Marcelle d'Eschizadour.
Docteur de Sorbonne et prêtre du diocèse de Castres, il devient chanoine et vicaire général du diocèse de Castres. 
Il est l'aumônier de Monsieur, frère de Louis XVI et futur Louis XVIII, et de la comtesse de Provence.
Lorsque le gouvernement révolutionnaire demande au clergé français de prêter serment (et donc d'obéir au gouvernement de Paris et de se couper du Vatican), il refuse et devient un prêtre réfractaire. Il reste discret durant un temps, pour ne pas être pris, mais il est tout de même arrêté en 1794 et déporté sur les Deux-Associés sur les pontons de Rochefort,,.
Sur le bateau qui lui sert de prison, il subit des mauvais traitements, entassement des prisonniers, nourriture infecte, les poux et une épidémie de typhus. Malgré ces conditions inhumaines, il se dévoue pour ses camarades, les soutiens, y compris ses camarades malades du typhus. il meurt à son tour du typhus le 5 septembre 1794,,.

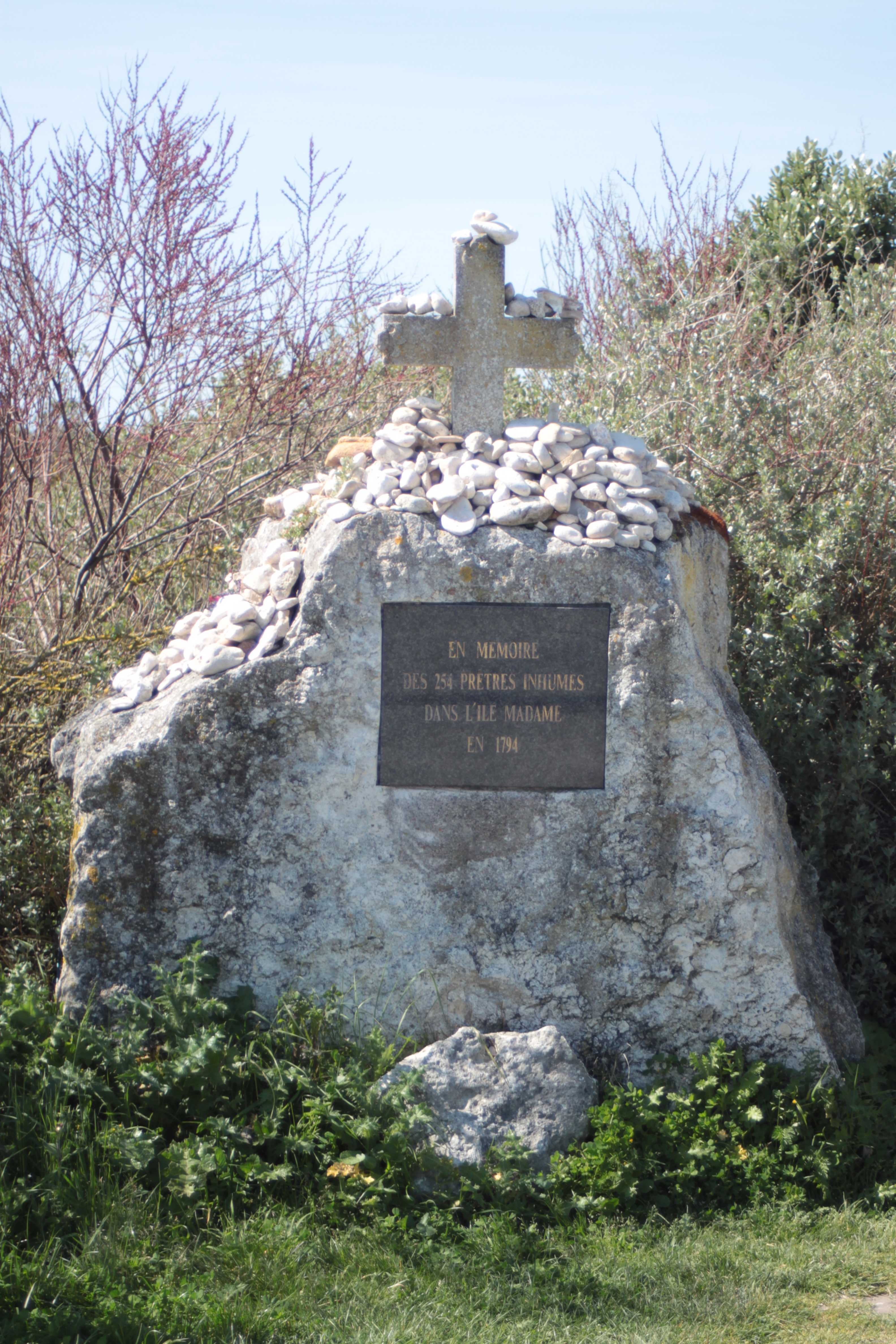
Croix commémorative, prêtres réfractaires, Fr-17-Île Madame.
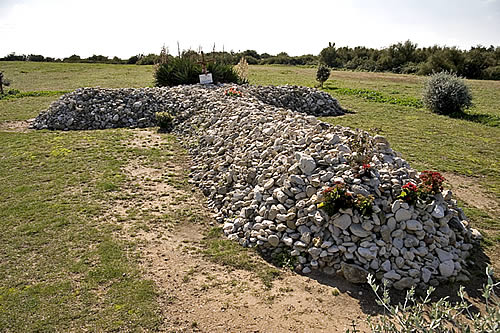
Croix de galets, Île Madame, Charente-Maritime.

Il est béatifié par le pape Jean-Paul II le 1er octobre 1995 en même temps que de nombreux autres martyrs sur les pontons de Rochefort. Sa mémoire est célébrée le 5 septembre,.